# Amathuxidia annamensis
Amathuxidia annamensis är en fjärilsart som beskrevs av Talbot 1932. Amathuxidia annamensis ingår i släktet Amathuxidia och familjen praktfjärilar. Inga underarter finns listade i Catalogue of Life.